# Zolotoj teljonok
Zolotoj teljonok (russisk: Золотой телёнок) er en sovjetisk spillefilm fra 1968 af Mikhail Sjvejtser.

## Medvirkende
- Sergej Yurskij som Ostap Bender
- Leonid Kuravljov som Sjura Balaganov
- Zinovij Gerdt som Panikovskij
- Jevgenij Jevstignejev som Koreiko
- Svetlana Starikova som Zosja Sinitskaja